# 底层形式
底层形式（英語：underlying form），亦稱底层表现（underlying representation），指的是在音位学和词法音位学研究中，单词或语素在任何语音学规则生效之前假定具有的抽象形式。 底层形式的概念是生成文法的中心。 相反，表层形式（表层表现）指的是单词或语素实际的语音学表现。 
如果几个语音学规则作用在一个单词上，这些规则的作用过程可能毫无关联，也可能会互相影响（馈给或榨取）。尽管有许多同位异音现象，语素的底层形式在各种形式下都不发生改变，除非有异干互补发生。

## 例子
在许多情况下，底层形式都是以音位形式存在。例如，美式英语的许多种变体中，音位 /t/ 表面上可能实现为无声除阻的 [t̚] 或闪音 [ɾ]，取决于上下文：[wɛt] wet 和 [ˈwɛɾɚ] wetter。（不过语素wet 的底层形式没有变：音位形式 /wɛt/）
语音学规则可能会改变音位，此时使用竖线 ("|") 或双斜杠来将底层形式与实际实现区分开来。例如，单词 "cats" 的表层形式为 /kæts/。假定英语的复数后缀的底层形式读作 [z]，那么 "cats" 的底层形式就是 //kætz//。（此处[z]读作[s]是因为清辅音后的清化过程）
连音，如汉语中的变调，是一个改变底层形式实际实现的例子。